# Le beaujolais nouveau est arrivé (film)
Pour les articles homonymes, voir Le Beaujolais nouveau est arrivé.
Pour plus de détails, voir Fiche technique et Distribution.
Le beaujolais nouveau est arrivé est une comédie française sortie en 1978 , réalisée par Jean-Luc Voulfow, d'après le roman éponyme de René Fallet.

## Synopsis
Camadule est prié par tous ses amis d'acheter plusieurs barriques du fameux beaujolais chez une vieille comtesse dont il a les faveurs. Il accepte à condition que tous ses frais soient payés. Après diverses aventures et rebondissements, il revient à Paris avec un camion chargé de bouteilles de vin.

## Fiche technique
- Titre : Le beaujolais nouveau est arrivé
- Réalisation : Jean-Luc Voulfow, assisté de Jean Achache
- Scénario : Marco Pico et Jean-Luc Voulfow, d'après le roman éponyme de René Fallet
- Photographie : Jean-Paul Schwartz
- Montage : Armand Psenny
- Musique : Carlo Rustichelli
- Production : Robert Nador
- Pays d'origine : France
- Format : 35 mm
- Genre : Comédie
- Durée : 92 minutes
- Tout public
- Date de sortie : 26 avril 1978

## Distribution
- Jean Carmet : Camadule
- Michel Galabru : le Capitaine
- Rabah Loucif : Kamel
- Pierre Mondy : Georges
- Pascale Roberts : la femme de Georges
- Paul Crauchet : Gaston, le patron du bistrot
- Denise Provence : la femme de Gaston
- Jacques Legras : Marcel
- Henri Guybet : le garagiste
- Michel Blanc : le fils du capitaine
- Alain Scoff : le passager de l'autocar
- Catherine Mongodin créditée sous le nom de Kathy Mongodin : Prunelle
- Roland Giraud : employé dans l'ascenseur
- Pierre Bertin : le vieil homme dans la casse automobile
- Jocelyn Canoen : le gendarme gradé
- Claude Villers : le commissaire